# Gemeinde Žetale

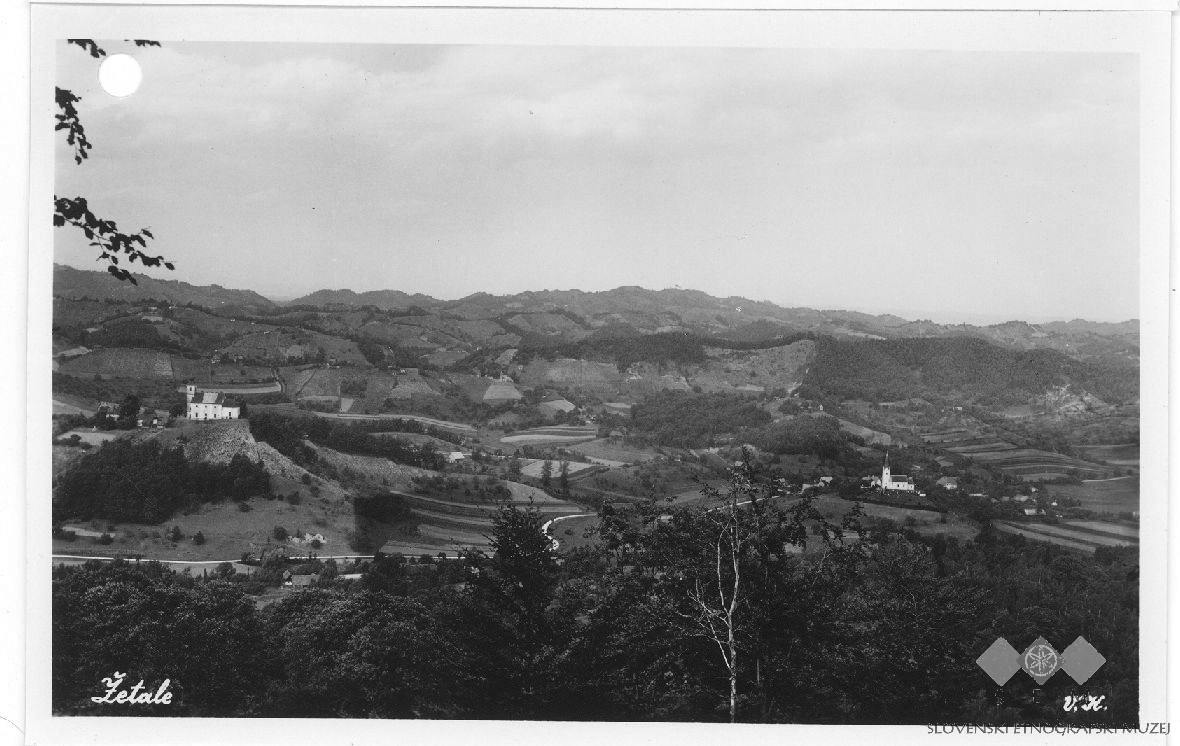
Postkarte aus der ersten Hälfte des 20. Jahrhunderts mit Blick auf Žetale. Zu sehen sind in der linken Bildhälfte auf einer Anhöhe die Kirche Sveta Marija (Maria Trost), die zum Dorf Čermožiše gehört und auf der rechten Seite Sveti Mihael (Sankt Michael) im Hauptort Žetale.

Žetale (deutsch: Schiltern) ist der Name einer Gemeinde (Občina) und deren Hauptort in Slowenien. Sie liegt in der historischen Landschaft Spodnja Štajerska (Untersteiermark) und in der statistischen Region Podravska.

## Geographie

### Lage
Die Gemeinde Žetale liegt im Weinanbaugebiet Haloze (Kollos) auf etwa 315 m. ü. A. an der Grenze zu Kroatien. Der Bach Rogatnica (Rogatnitza) durchfließt das Gebiet. Im südöstlichen Eck der Gemeinde befindet sich der Grenzübergang Gruškovje-Macelj, über den man von Ptuj nach Zagreb gelangt.
Die nächstgelegene Stadt ist das ca. 18 km nördlich gelegene Ptuj.

### Gemeindegliederung
Die Gemeinde umfasst fünf Ortschaften. Die deutschen Exonyme in den Klammern wurden bis zum Abtreten des Gebietes an das Königreich der Serben, Kroaten und Slowenen im Jahr 1918 vorwiegend von der deutschsprachigen Bevölkerung verwendet und sind heutzutage größtenteils unüblich. (Einwohnerzahlen Stand 1. Januar 2017):
- Čermožiše, (Stremoschitz) 307
- Dobrina, (Dobrin) 246
- Kočice (Kotschitze), 241
- Nadole, (Gesauerhof) 147
- Žetale (Schiltern), 359

### Nachbargemeinden
| Majšperk | Videm                                       | Podlehnik     |
| Majšperk | Kompassrose, die auf Nachbargemeinden zeigt | Podlehnik     |
| Rogatec  | Đurmanec (HR)                               | Đurmanec (HR) |

## Geschichte
1218 wurde Žetale erstmals schriftlich erwähnt. 1853 begann der industrielle Abbau von Steinkohle.
Die heutige Gemeinde Žetale war bis 1998 Bestandteil der Gemeinde Majšperk, welche wiederum bis 1994 zur Stadtgemeinde Ptuj gehörte.